# Britse Benedenwindse Eilanden
De Britse Benedenwindse Eilanden (Engels: British Leeward Islands) waren een confederatie van Britse koloniën, die bestond tussen 1833 en 1958. De kolonie bestond uit Antigua, Barbuda, de Britse Maagdeneilanden, Montserrat, Anguilla en Dominica. (Dat in 1940 werd afgescheiden van de Benedenwindse Eilanden en bij de Britse Bovenwindse Eilanden werd gevoegd.)
Tussen 1871 en 1956 stond de kolonie bekend als de Federale Kolonie van de Benedenwindse Eilanden (Engels: Federal Colony of the Leeward Islands) en van 1956 tot 1958 als het Territorium van de Benedenwindse Eilanden (Engels: Territory of the Leeward Islands).